# Москворецкий левобережный заказник
Москворецкий левобережный заказник — государственный природный заказник (комплексный) регионального (областного) значения Московской области, который имеет особое значение для сохранения и восстановления природных комплексов и их компонентов и поддержания экологического баланса. На заказник возложены следующие задачи:
- сохранение природных комплексов;
- сохранение местообитаний редких видов растений, грибов и животных;
- мониторинг видов растений, грибов и животных, занесённых в Красную книгу Московской области;
- выполнение научно-исследовательских работ по изучению объектов особой охраны заказника.

Заказник основан в 1977 году. Местонахождение: Московская область, Рузский городской округ, в окрестностях деревень Ожигово, Хрущёво, Молодиково, Марково и Игнатьево Колюбакинского сельского поселения. Заказник состоит из трёх участков, расположенных на левом берегу реки Москвы на расстоянии 500—1000 м друг от друга. Общая площадь заказника составляет 180,87 га (участок 1 (между деревнями Ожигово и Хрущёво) — 52,46 га, участок 2 (между деревнями Марково и Молодиково) — 46,31 га, участок 3 (между деревнями Марково и Игнатьево) — 82,10 га). Участок 1 включает обособленную южную часть квартала 6, участок 2 включает восточную часть квартала 15, участок 3 включает южную часть квартала 25 Тучковского участкового лесничества Звенигородского лесничества.

## Описание
Территория заказника приурочена к левобережной части долины реки Москвы и включает участки склонов её долины, долинного зандра, двух надпойменных террас и поймы, а также фрагмент придолинной части междуречной равнины. Четвертичные и современные отложения представлены широким спектром моренных, водно-ледниковых, древнеаллювиальных, аллювиальных, делювиальных отложений: песков, супесей, суглинков, локально-пролювиальных гравелистых отложений. На некоторых участках крутых склонов долины, не перекрытых покровными отложениями, на дневную поверхность выходит морена. Четвертичные отложения на территории заказника подстилаются глинами юры с прослоями песков. Выходы дочетвертичных отложений фиксируются локально на участках с превышением до 10 м над отметками среднемеженного уреза реки Москвы.
Абсолютные высоты в пределах участка 1 заказника — 145—205 м. Наибольшую площадь в пределах данного участка занимает крутой (до 25°) склон Москворецкой долины. Пологонаклонные основные поверхности первой и второй надпойменных террас представлены фрагментарно, сегментами различной длины и шириной не более 50—70 м. Поймы на участке — узкие подсклоновые, местами расширяются до 30—40 м. Преобладают поймы высоких и средних уровней. Местами пойма отсутствует. Эрозионная сеть представлена полузадернованными оврагами и балками. Эрозионные формы, берущие начало в верхней части склона долины, заканчиваются делювиальными, иногда делювиально-пролювиальными конусами выноса на второй и первой надпойменных террасах и существенно реже доходят до поймы и русла реки. На территории участка имеются более короткие эрозионные формы, берущие начало на склоне долины в 15—20 м над урезом реки, а также приблизительно на тех же высотах у тылового шва второй надпойменной террасы с последующим выходом на пойму и к руслу.
Абсолютные высоты в пределах участка 2 заказника — 157—190 м. Участок 2 включает фрагмент междуречной моренно-водно-ледниковой равнины, участок покатого склона долины реки Москвы, участок долины реки Яковлевки, включая крутой левобережный склон её долины, пойму этой реки (в основном левобережную) и русло. Центральную часть участка занимает овраг, имеющий в верхней части четыре веерообразно расходящихся отрога.
Абсолютные высоты в пределах участка 3 заказника — 144—203 м. Ландшафтно-геоморфологическое устройство участка близко к устройству участка 1. Отличием является присутствие в восточной части участка 3 фрагментов Москворецкого долинного зандра. Эрозионные формы приурочены в основном к восточной части.
Современное рельефообразование представлено оползневыми процессами (участок 1 и в меньшей степени участок 3), дефлюкцией склонов, делювиальными процессами, глубинной эрозией в некоторых эрозионных формах (участок 2). В связи с зарегулированием русла реки Москвы динамика переформирования пойм выражена слабо. На отдельных участках примыкания крутых склонов к урезу воды проявляется процесс боковой русловой эрозии.
Самым крупным водным объектом на территории заказника является малая река Яковлевка, фрагмент русла которой входит в состав участка 2. Река Яковлевка является левым притоком первого порядка реки Москвы. В пределах заказника в межень река имеет ширину не более 3 м, максимальную глубину 0,6 м. На участках 1 и 3 имеются многочисленные сочения, небольшие ручьи, берущие начало в средних частях склона долины и у тылового шва второй надпойменной террасы, а также небольшие висячие болота.
В почвенном покрове заказника преобладают дерново-подзолистые глееватые и дерново-подзолисто-глеевые почвы, на почвообразующих породах легкого механического состава — дерново-подзолы. По днищам балок и оврагов, в местах сочений фиксируются гумусово-глеевые почвы. Почвенный покров пойм представлен аллювиальными светлогумусовыми и аллювиальными перегнойно-глеевыми почвами.

### Флора и растительность
На территории заказника преобладают склоновые многовидовые смешанные леса с елью, дубом, липой, кленом, вязом гладким, местами с сосной кустарниковые широкотравные. По бортам оврагов и балок также развиты сложные елово-широколиственные и широколиственные леса. По днищам балок, в пойме реки Яковлевки произрастают сероольшаники с вязом, черемухой и кленом широкотравно-влажнотравные. На второй и первой надпойменной террасах в пределах участков 1 и 3 имеются несколько зарастающих полян. Узкая полоса поймы реки Москвы занята лугами.
Широколиственные и елово-широколиственные кустарниковые широкотравные леса занимают коренные склоны долины, фрагменты долинного зандра, поверхности надпойменных террас. Леса данной группы представлены в заказнике в основном дубово-елово-липовыми, елово-дубово-липовыми, дубово-липово-еловыми с кленом широкотравными. В первом ярусе преобладают ель, дуб и липа, к ним примешиваются береза, клен и вяз гладкий. В подросте представлены: ель, липа, дуб, клен и вяз. Кустарниковый ярус образован лещиной, жимолостью и бересклетом, реже — калиной, крушиной и малиной по опушкам. В травяном ярусе обильны виды широкотравья — осока волосистая, сныть обыкновенная, зеленчук жёлтый, медуница неясная, копытень европейский, звездчатка жестколистная, пролесник многолетний. Нередки здесь: чина весенняя, воронец колосистый, фиалка удивительная, адокса мускусная. Местами встречаются шалфей клейкий (вид, занесенный в Красную книгу Московской области) и иные редкие виды — волчеягодник обыкновенный, или волчье лыко, гнездовка настоящая, колокольчики широколистный и крапиволистный (редкие и уязвимые виды, не внесенные в Красную книгу Московской области, но нуждающиеся на территории области в постоянном контроле и наблюдении).
Еловые леса с кленом, липой и вязом лещиновые копытнево-зеленчуковые произрастают на плоских достаточно дренированных поверхностях второй террасы и на плоских днищах балок. В балках найдены экземпляры старых елей с диаметром стволов до 1 м.
Сосново-еловые и елово-сосновые с березой бересклетово-лещиновые кислично-широкотравные старовозрастные насаждения встречаются изредка на второй террасе реки Москва. Диаметр стволов сосен достигает здесь 60 см. В подросте обычны клен, рябина, дуб и липа. Иногда клен, дуб и липа встречаются во втором ярусе. Кусты лещины имеют значительный возраст. Кроме лещины, обычен бересклет бородавчатый, жимолость лесная и волчеягодник обыкновенный, или волчье лыко. В травяном ярусе сомкнутых лесов этого типа доминируют осоки волосистая и корневищная, зеленчук жёлтый, ландыш майский, кислица обыкновенная, костяника, пролесник многолетний, медуница неясная, копытень европейский. Встречаются осока пальчатая, чина весенняя, коротконожка лесная, вейник лесной, сныть обыкновенная, колокольчик крапиволистный, гнездовка настоящая, герань лесная, коротконожка лесная и осока корневищная.
На менее дренируемых участках могут встречаться ольха серая, папоротники (кочедыжник женский и щитовник мужской), осока лесная, овсяница гигантская, чистец лесной, скерда болотная, живучка ползучая.
На прогалинах появляются злаки и лугово-лесное разнотравье: мятлик дубравный, душистый колосок, овсяница красная, перловник поникший, коротконожка лесная, колокольчик персиколистный (редкий и уязвимый вид, не внесенный в Красную книгу Московской области, но нуждающийся на территории области в постоянном контроле и наблюдении), золотая розга, буквица лекарственная, марьянник дубравный, ястребинка зонтичная, фиалки собачья и опушенная, орляк, земляника лесная, купена лекарственная, а на уступах террас с легкими почвами — брусника, ястребинка волосистая, вероника лекарственная, майник двулистный. Орляк местами по опушкам леса и полянам образует заросли.
На второй надпойменной террасе участков 1 и 3 в лесу имеется несколько небольших полян, зарастающих высокотравьем и подростом осины. На опушках этих полян доминируют купырь лесной, бутень ароматный, бутень Прескотта и крапива двудомная. В центральных частях полян развиты злаково-разнотравные сообщества, где обильны овсяница луговая, трясунка средняя, ежа сборная, тимофеевка луговая, тысячелистник обыкновенный, подмаренник мягкий, земляника зелёная, василек луговой, короставник полевой, душица обыкновенная, лютик многоцветковый, пахучка обыкновенная, люцерна серповидная, осока опушенная, осока колосистая.
Липняк с дубом, кленом и единичными елями широкотравный отмечен на коренном склоне долины реки Москвы (участки 2 и 3) и на склоне долины реки Яковлевки. В нижней части склонов увеличивается доля вяза, больше становится клёна, черемухи. На склонах долины реки Москвы в этих лесах старые липы, вязы и дубы имеют значительную высоту (до 30 м) и диаметр стволов (до 70—80 см). Подрост в основном образован липой и кленом, а из кустарников здесь преобладают бересклет и жимолость. Кроме обычных для территории доминирующих неморальных видов, здесь растут купена многоцветковая, бор развесистый, лютик кашубский, будра плющевидная, фиалка удивительная, обильны эфемероиды — хохлатка плотная, гусиный лук жёлтый и ветреница лютичная, ветреница дубравная (вид, занесенный в Красную книгу Московской области). В нижних частях склонов появляются борец северный, бор развесистый, норичник узловатый, яснотка крапчатая, хвощ зимующий и другие.
Сомкнутые лещинники старовозрастные широкотравные встречаются пятнами в нижних частях склонов среди сероольшаников. Под ними почти отсутствуют подрост деревьев и другие кустарники. В их травяном покрове доминируют теневыносливые виды широкотравья (сныть обыкновенная, пролесник многолетний, копытень европейский, зеленчук жёлтый) и живучка ползучая.
Ольшаники с участием вяза, черемухи и клёна широкотравно-влажнотравные встречаются в балках, в долине реки Яковлевки и её притоков, в местах сочений грунтовых вод. Здесь растут хмель и смородина чёрная. Травостой высокий, густой, преобладают крапива двудомная, колокольчик широколистный, купырь лесной, бутень ароматный, мягковолосник водяной, яснотка крапчатая, селезеночник супротивнолистный, встречаются василисник водосборолистный, таволга вязолистная, пырейник собачий, бодяк овощной (огородный), чистец лесной, паслен сладко-горький, сныть обыкновенная и другие. На достаточно дренированном участке склона долины реки Яковлевки (участок 2) в сероольшанике с вязом, березой и подростом липы зафиксирован шалфей клейкий и другой редкий вид — тайник яйцевидный (редкий и уязвимый вид, не включенный в Красную книгу Московской области, но нуждающийся на территории области в постоянном контроле и наблюдении). На участке 3 в таких сообществах имеется несколько достаточно крупных популяций (до нескольких сотен растений) лунника оживающего — вида, занесенного в Красную книгу Московской области.
В заболоченных частях сероольшаников обильны осока острая, таволга вязолистная, хвощ речной, камыш лесной и бодяк овощной. В местах выхода грунтовых вод встречаются заросли посконника коноплевого (редкий и уязвимый вид, не внесенный в Красную книгу Московской области, но нуждающийся на территории области в постоянном контроле и наблюдении), местами обилен хвощ зимующий, встречаются герань Роберта, вербейник обыкновенный, сердечники горький и недотроговый, недотрога обыкновенная, селезеночник супротивнолистный, кипрей волосистый и пырейник собачий.
У воды по берегам реки Яковлевки (участок 2) и ручьев растут манник плавающий, калужница болотная, зюзник европейский, двукисточник тростниковидный, сердечник горький, а в воде — лютик Кауфмана, вероника ключевая, водяной мох — фонтиналис противопожарный.
Пойменные сообщества на берегах реки Москвы развиты в пределах участков 1 и 3. Фрагменты хорошо и достаточно дренированных средних и высоких пойм здесь немногочисленны и имеют небольшую площадь. На плоских мелкогривистых поймах произрастают разнотравно-злаковые луга с доминированием овсяницы луговой, ежи сборной, жабрицы порезниковой, тысячелистника обыкновенного, зверобоя продырявленного, лютика многоцветкового, подмаренника настоящего. Встречаются кострец безостый, колокольчики сборный, раскидистый и рапунцелевидный, гвоздика-травянка и гвоздика Фишера, гулявник прямой.
Для наклонных участков нерасчлененных средневысоких пойм характерны богатые видами злаково-разнотравные луга. Здесь доминируют овсяница луговая, полевица обыкновенная, мятлик узколистный, земляника зелёная, репешок обыкновенный, тмин обыкновенный, душица, астрагал солодколистный, василек луговой, черноголовка обыкновенная, трясунка средняя, клевер горный, гребенник обыкновенный, подмаренник мягкий, тысячелистник обыкновенный и нивяник обыкновенный. Характерны василек шероховатый, цикорий обыкновенный, короставник полевой и другие.
Наиболее распространенными на поймах заказника сообществами являются безостокострецовые луга с ежевикой, ежой сборной, бутнями ароматным и Прескотта, бодяком полевым, пижмой обыкновенной, ясменником ручьевым, свербигой восточной, купырем лесным.
Прирусловые низкие поймы заняты сообществами двукисточника тростниковидного (канареечника) с таволгой вязолистной, ясменником ручьевым, крестовником приречным, мятой длиннолистной, недотрогой железконосной. Местами на пойме растут ивы белая и ломкая.

### Фауна
Животный мир территории отличается хорошей сохранностью и репрезентативностью для природных сообществ Московской области. На территории заказника зафиксировано 72 вида позвоночных животных, относящихся к 14 отрядам 4 классов, в том числе не менее 4 видов амфибий, одного вида пресмыкающихся, 52 видов птиц и 15 видов млекопитающих. Все три участка заказника имеют сходную структуру фауны.
Основу фаунистического комплекса наземных позвоночных животных территории составляют характерные виды лесных местообитаний, виды лугово-полевых местообитаний, а также виды водно-болотного комплекса имеют значительно меньшую долю в видовом составе, ещё меньше синантропных видов.
В границах заказника выделяются 4 основных зоокомплекса (зооформации): зооформация лиственных лесов, зооформация хвойных лесов, зооформация открытых местообитаний и зооформация водно-болотных местообитаний.
Зооформация лиственных лесов, распространенная в широколиственных, мелколиственных и смешанных лесах разных типов, занимает большую часть территории заказника и представлена на всех его участках. Здесь зафиксированы следующие виды позвоночных животных: малая лесная мышь, белка обыкновенная, заяц-беляк, кабан, обыкновенная кукушка, обыкновенный соловей, рябинник, чёрный дрозд, певчий дрозд, зарянка, зяблик, славка-черноголовка, пеночка-весничка, пеночка-трещотка, обыкновенная иволга, ополовник, большая синица, обыкновенная лазоревка, обыкновенная пищуха, обыкновенный поползень, мухоловка-пеструшка, серая мухоловка, остромордая и травяная лягушки. Отмечен азиатский бурундук (редкий и уязвимый вид, не включенный в Красную книгу Московской области, но нуждающийся на территории области в постоянном контроле и наблюдении). Именно в этом типе местообитаний на участках старых широколиственных лесов обитают седой дятел и редкий наземный моллюск — слизень черно-синий (оба вида занесены в Красную книгу Московской области).
Зооформация хвойных лесов, распространенная в высокоствольных ельниках, сосняках и смешанных хвойно-лиственных лесах на всех участках заказника, имеет свой присущий ей комплекс видов животных, среди которых: обыкновенная бурозубка, рыжая полёвка, обыкновенная белка, заяц-беляк, лось, кабан, желна, зяблик, чиж, пеночка-весничка, пеночка-теньковка, певчий дрозд, обыкновенный поползень, пухляк, обыкновенный снегирь, ворон, сойка.
По лесным полянам и опушкам территории заказника, наибольшее распространение имеющим на участке 1, в меньшей степени — на участке 3, обычны: обыкновенная полевка, обыкновенный крот, канюк, обыкновенная овсянка, лесной конёк, серая славка, обыкновенная чечевица, черноголовый щегол, обыкновенная зеленушка, обыкновенный скворец, сорока, изредка — пустельга (редкий и уязвимый вид, не внесенный в Красную книгу Московской области, но нуждающийся на территории области в постоянном контроле и наблюдении), живородящая ящерица и другие.
Днища лесных оврагов с ручьями и родниками, участки небольших низинных склоновых болот и собственно пойма реки Москвы являются местом обитания видов водно-болотного фаунистического комплекса. Данная зооформация распространена на всех участках заказника. Из млекопитающих здесь отмечены: американская норка, чёрный хорь и многие луговые и лесные виды. Среди птиц в этих биотопах обычны: сизая и озерная чайки, речная крачка (редкий и уязвимый вид, не включенный в Красную книгу Московской области, но нуждающийся на территории области в постоянном контроле и наблюдении), кряква, ласточка-береговушка, болотная камышовка и речной сверчок. Здесь довольно многочисленны лягушки: остромордая, травяная, прудовая и озерная.
К окраинам населенных пунктов, соседствующих с территорией заказника, тяготеют: серая ворона, чёрный стриж, белая трясогузка, полевой воробей и ряд перечисленных выше луговых видов.
На всей территории заказника встречаются: обыкновенная лисица, горностай, ласка, тетеревятник, перепелятник, большой пёстрый дятел и другие.

## Объекты особой охраны заказника
Охраняемые экосистемы: склоновые многовидовые смешанные леса с елью, дубом, липой, кленом, вязом, местами с сосной кустарниковые широкотравные; липняки с дубом, кленом и участием ели широкотравные; сероольшаники с вязом, черемухой и кленом широкотравно-влажнотравные.
Места произрастания и обитания охраняемых в Московской области, а также иных редких и уязвимых видов растений и животных, зафиксированных в заказнике, перечисленных ниже.
Охраняемые в Московской области, а также иные редкие и уязвимые виды растений:
- виды, занесенные в Красную книгу Московской области: шалфей клейкий, ветреница дубравная и лунник оживающий;
- виды, являющиеся редкими и уязвимыми таксонами, не внесенные в Красную книгу Московской области, но нуждающиеся на территории Московской области в постоянном контроле и наблюдении: колокольчики персиколистный, крапиволистный и широколистный, купальница европейская, пальчатокоренник Фукса, волчеягодник обыкновенный, или волчье лыко, гнездовка настоящая, тайник яйцевидный, гулявник прямой, двулепестник парижский и посконник коноплевый.

Охраняемый в Московской области вид грибов, занесенный в Красную книгу Московской области: ежовик коралловидный (участок 2).
Охраняемые в Московской области, а также иные редкие и уязвимые виды животных:
- виды, занесенные в Красную книгу Московской области: слизень черно-синий, седой дятел;
- виды, являющиеся редкими и уязвимыми таксонами, не внесенные в Красную книгу Московской области, но нуждающиеся на территории Московской области в постоянном контроле и наблюдении: азиатский бурундук, пустельга и речная крачка.